# Helena Chávez Mac Gregor
Helena Chávez Mac Gregor (México, 1979) es una filósofa, curadora de arte e investigadora mexicana especializada en el arte contemporáneo.

## Trayectoria
Chávez se licenció en la carrera de filosofía en la Facultad de Filosofía y Letras de la Universidad Nacional Autónoma de México (UNAM). Tiene una maestría en Teoría del Arte Contemporáneo por la Universidad Autónoma de Barcelona y es doctora en Filosofía por la UNAM. 
De 2009 a 2013 fue la primera curadora académica en el Museo Universitario Arte Contemporáneo de la UNAM y desde 2014 es investigadora titular "A" en el Instituto de Investigaciones Estéticas (IIE) de esa misma institución.
Ha sido profesora en el Posgrado de historia del arte de la UNAM y en el Colegio de filosofía de la Facultad de Filosofía y Letras de la UNAM. 

## Obra

### Libros
- Insistir en la política. Rancière y la revuelta de la Estética (IIE, 2018).

#### En colaboración
- Teatro ojo en la noche, relámpagos (con Cuahtémoc Medina y Patricio Villarreal Ávila).
- Teoría del color (con Alejandra Labastida y Cuauhtémoc Medina, MUAC, 2014-2015).

### Publicaciones
- “Walter Benjamin, la crítica a la modernidad: el arte de la desconfianza”: una aproximación crítica desde la filosofía de la ciencia”. Theoría: Revista del Colegio de Filosofía 29 (2015): 25-43.

## Premios y reconocimientos
- 2018 - Reconocimiento Distinción Universidad Nacional para Jóvenes Académicos, UNAM.